# Dingosa liopus
Dingosa liopus là một loài nhện trong họ Lycosidae.
Loài này thuộc chi Dingosa. Dingosa liopus được Ralph Vary Chamberlin miêu tả năm 1916.